# Nishikyō-ku
Nishikyō (西京区, Nishikyō-ku) est un des onze arrondissements de la ville de Kyoto, préfecture de Kyoto au Japon. Son nom signifie « arrondissement capital ouest ». Il est situé à l'extrémité ouest de la ville, au sud du centre-ville. L'arrondissement a été créé le 1er octobre 1976, après qu'il a été séparé d'Ukyō-ku. La Katsura-gawa sert de frontière entre les arrondissements de Nishikyō-ku et Ukyō-ku.
La villa impériale de Katsura, sur cette rivière, est l'un des sites les plus connus de Nishikyō-ku. Le Saihō-ji (西芳寺, « le temple des fragrances de l'ouest »), qui figure sur la liste du patrimoine mondial de l'UNESCO, se trouve dans l'arrondissement, ainsi que le Matsunoo-taisha, un sanctuaire shinto.
Au 1er mars 2018, la superficie de l'arrondissement est de 59,20 km2 et sa population de 149 247 habitants.